# Malgun Gothic
Malgun Gothic (en hangul, 맑은 고딕; romanización revisada, Malgeun Godik) es una fuente tipográfica coreana sans-serif desarrollada por Sandoll Communications indicando por Monotype Imaging. Inicialmente se incluye con Windows Vista, luego con Windows Server 2008 y está disponible para descargarse para su uso en Windows XP. Su nombre, Malgun (맑은?, MalgeunRR), significa «limpiar» en coreano. Entonces la traducción de la fuente es «Clear Gothic».